# Trece entre mil
Trece entre mil es un documental español dirigido por Iñaki Arteta.
En él se narran los testimonios de 13 familias víctimas de la banda terrorista ETA. Se eligieron los casos entre los colectivos que más han sufrido el terrorismo, o por su especial circunstancia dramática, sobre todo en los años ochenta. La intención es recordar la memoria de las personas que sufrieron tan terribles hechos.

## Los casos y las víctimas
- Jesús Ulayar Liciaga. Exalcalde de Echarri-Aranaz asesinado el 27 de enero de 1979 en presencia de su hijo. Los asesinos eran del mismo pueblo y a él regresaron después de cumplir condena en 1996. El autor material de los disparos fue recibido como un héroe. En numerosas ocasiones la familia se los ha encontrado por la calle. El ayuntamiento ha colocado unos contenedores de basura en el lugar donde Jesús cayó asesinado.
- Atentado de la calle Correo (Madrid, 13 de septiembre de 1974). Se produjeron 12 muertos y 56 heridos. Hablan los familiares de Mª Ángeles Rey Martínez, estudiante, que murió con 20 años; y de Manuel Llanos, camarero, muerto con 27 años.
- Atentado de Hipercor (Barcelona, 19 de junio de 1987). La explosión en el garaje de este centro comercial causó la muerte a 24 personas, entre ellas 4 niños.
- Atentado contra la Casa Cuartel de Vic (Barcelona, 29 de mayo de 1991). Mueren 9 personas de las cuales 5 son niñas.
- Francisco Marañón (superviviente). Chófer de un alto cargo del ejército. Herido en atentado el 29 de julio de 1985. Permanece en una silla de ruedas desde entonces.
- Fabio Moreno Asla. Asesinado en Erandio a los 2 años de edad el 7 de noviembre de 1991. Murió al explotar una bomba colocada bajo el coche de su padre, guardia civil, quien sobrevivió a la explosión.
- Andrés Samperio Sañudo. Inspector de Policía Nacional. Asesinado en Deusto el 24 de abril de 1997.
- José Rodríguez de Lama. Guardia Civil. Asesinado en Urrechu (Guipúzcoa) el 11 de noviembre de 1978. Su mujer estaba embarazada de su tercer hijo.
- Ramón Baglietto. Concejal de UCD asesinado el 12 de mayo de 1980 en Azcoitia. Años antes Ramón había salvado la vida de su asesino cuando este era un bebé. María del Pilar Elías, la viuda de Ramón recibe un paquete bomba de ETA en 1999, que fue desactivado. El asesino de su marido lleva años fuera de la cárcel y viviendo en el pueblo.
- Vicente Zorita Alonso. Asesinado el 14 de noviembre de 1980 en Santurce. Fue secuestrado y seguidamente asesinado. Apareció en un descampado amordazado con la bandera española.
- Alberto López-Jaureguizar. Asesinado el 16 de julio de 1982 en Algorta.

## Premios
- 2º Premio Tiempo de Historia SEMINCI de Valladolid (España) 2005.
- Finalista de los premios Goya al Mejor Documental (España) 2006.